# آل مانشيني
آل مانشيني (بالإنجليزية: Al Mancini)‏ هو كاتب سيناريو وممثل أمريكي، ولد في 13 نوفمبر 1932 في الولايات المتحدة، وتوفي بنفس المكان في 12 نوفمبر 2007 بسبب مرض آلزهايمر.

## وصلات خارجية
- آل مانشيني على موقع IMDb (الإنجليزية)
- آل مانشيني على موقع قاعدة بيانات الأفلام العربية
- آل مانشيني على موقع ألو سيني (الفرنسية)
- آل مانشيني على موقع أول موفي (الإنجليزية)
- آل مانشيني على موقع قاعدة بيانات الأفلام السويدية (السويدية)
- آل مانشيني على موقع قاعدة بيانات الفيلم (الإنجليزية)
- آل مانشيني على موقع كينوبويسك (الروسية)